# Hidesaburō Ueno
Hidesaburō Ueno (上 野 英 三郎, Ueno Hidesaburō) (Hisai, 19 de janeiro de 1872 – Tóquio, 21 de maio de 1925), por vezes escrito como Ueno Hidesaburō ou Hidesaburoh, foi um cientista agrícola, conhecido no Japão como o dono do cão Hachiko.

Estátua de Ueno com seu cachorro Hachiko

Ele nasceu em Hisai-shi (atual Tsu), Província de Mie. Em 1895, graduou-se no Departamento de Agricultura da Universidade Imperial (Teikoku Daigaku Noka Nogakka Daigaku), e no mesmo ano, iniciou o curso de pós-graduação de engenharia agrícola e implementação de pesquisas. Ele terminou seu trabalho de pós-graduação em 10 de julho de 1900, e começou a lecionar  na Universidade Imperial de Tóquio como professor assistente. Em 1902, tornou-se um professor adjunto na Universidade Agrícola.
Ele empenhou-se na educação de peritos em reajustamentos técnicos avançados para terras aráveis, ao mesmo tempo estudando drenagem e engenharia de recuperação. A tecnologia do reajustamento de terras aráveis, foi utilizada para os negócio do capital imperial após o grande terremoto de Kanto em 1923. Em 1916, tornou-se professor do Departamento de Agricultura da Universidade Imperial, e responsável pelas palestras de engenharia agrícola. Ele lecionou especialização em engenharia agrícola no Departamento de Agricultura. Ueno morreu de hemorragia cerebral em maio de 1925 durante uma palestra.
Hachiko (ハチ公, Hachikō), seu cachorro, ficou famoso por ficar continuamente à espera de seu mestre morto todos os dias na estação de trem, até morrer 10 anos depois. Uma estátua de bronze em homenagem à lealdade de Hachiko foi criada e colocada na estação de trens de Shibuya após sua morte.